# کالج فنی مرکزی اوهایو
کالج فنی مرکزی اوهایو (به انگلیسی: Central Ohio Technical College) کالج فنی مرکزی اوهایو (COTC) یک کالج فنی دولتی در نیوآرک، اوهایو است که دارای پردیس‌های گسترده‌ای در پاتاسکالا، ناکس و کوشاکتون می‌باشد. COTC که در سال ۱۹۷۱ تأسیس شد، یک پردیس مشترک با دانشگاه ایالتی اوهایو در نیوآرک دارد و ۳۱ برنامه مدرک کاردانی و ۱۲ برنامه گواهینامه، از جمله مدارک کاردانی علوم کاربردی (A.A.S.)، کاردانی تجارت کاربردی (A.A.B.) و کاردانی مطالعات فنی (A.T.S.) ارائه می‌دهد.